# Aコープ西日本
株式会社Aコープ西日本（エーコープにしにほん）は、広島県広島市西区にあるスーパーAコープを運営する企業。

## 概要
農業協同組合系スーパー「エーコープ」を広島県・岡山県・島根県・愛媛県・鳥取県で展開している。全国Aコープ協同機構に参加している。

## 沿革
- 1994年（平成6年）9月1日 - 広島県経済農業協同組合連合会（現：全国農業協同組合連合会広島県本部）･広島県内の農業協同組合の出資により「株式会社エーコープ広島」を設立。
- 2007年（平成19年）4月1日 - エーコープしまね・エーコープ岡山と合併し、「株式会社Aコープ中国」に社名変更。
- 2011年（平成23年）4月1日 - エーコープえひめと合併し、「株式会社Aコープ西日本」に社名変更[2]。
- 2014年（平成26年）5月1日 - 愛媛県伊予市にAコープとファミリーマートの一体型店舗「ファミリーマート＋Ａコープ」1号店をオープン[3]。